# Prikkelbaredarmsyndroom
Het prikkelbaredarmsyndroom (PDS) (Latijn: colon irritabile; Engels: irritable bowel syndrome (IBS)) is een chronische darmstoornis waarbij de beweeglijkheid (peristaltiek) van het darmstelsel chronisch is verstoord. Onder normale omstandigheden zorgen de darmen ervoor dat het voedsel gekneed en getransporteerd wordt. Bij PDS gaan de bewegingen van de darm te snel of te langzaam. Dit gaat gepaard met buikklachten gecombineerd met een afwijkende stoelgang. De klachten nemen soms af bij defecatie of veranderen wanneer de ontlasting verandert. PDS kan van grote invloed zijn op iemands leven. PDS-patiënten ervaren vaak onbegrip en maatschappelijke problemen.
Voor PDS konden lange tijd geen specifieke oorzaken gevonden worden. Sommigen spraken daarom liever van onverklaarde buikklachten. In 2020 publiceerde de Universiteit van Leuven een artikel in Nature dat het mechanisme van PDS blootlegt (zie verder onder het kopje oorzaken).

## Voorkomen
PDS is de meest voorkomende chronische darmaandoening. Ongeveer 5 tot 20% van de Belgische en Nederlandse mannen en 15 tot 20% van de vrouwen heeft PDS-klachten. 75% van de patiënten zijn vrouwen. De helft van de patiënten is jonger dan 35 jaar wanneer de diagnose gesteld wordt en nog eens 40% bevindt zich in de leeftijdscategorie tussen 35 en 50 jaar.

## Symptomen
De klachten van PDS verschillen van persoon tot persoon en zelfs per persoon kunnen de klachten nog weer van dag tot dag verschillen. Soms hebben mensen maanden achtereen klachten, gevolgd door klachtenvrije perioden, waarna de symptomen weer kunnen opspelen. De klachten nemen klassiek toe naar de avond. Ook ’s nachts kunnen buikpijn en andere klachten voorkomen.
- Buikpijn. Het meest kenmerkende symptoom van PDS is een zeurende, krampachtige of stekende pijn in de buik. Pijn kan op allerlei plekken in de buik worden gevoeld (maar vaak links[bron?]) en vermindert soms na de stoelgang, soms ook na de maaltijd. De pijn kan zeer hevig zijn, en de dagelijkse bezigheden hinderen.
- Afwijkend ontlastingspatroon. PDS gaat gepaard met een afwijkend ontlastingspatroon, bijvoorbeeld diarree, constipatie (verstopping) of een plotselinge niet-houdbare aandrang, met of zonder diarree. Anderen hebben een ontlastingspatroon waarbij diarree en verstopping elkaar afwisselen. Ook kan het ontlastingspatroon zich gedurende de dag wijzigen.
- Gasophoping in de maag (boeren) en darmen (winderigheid).

### Diagnose
De diagnose PDS wordt door een arts gesteld en wordt meestal verkregen door uitsluiting van ziekten met een gelijkaardig klachtenpatroon, zoals een gastro-intestinale tumor, de ziekte van Crohn, colitis ulcerosa, endometriose, neuro-endocriene tumoren (zeldzaam, maar in eerste instantie vaak aangezien voor prikkelbaredarmsyndroom) en andere aandoeningen. Omdat de symptomen van PDS erg lijken op die van andere darmaandoeningen kan het soms lang duren voordat de juiste diagnose gesteld wordt. Aan de andere kant komt PDS zo vaak voor dat men al snel een vermoeden zal hebben.

#### Rome III-criteria
Als hulpmiddel voor artsen zijn in 2007 de Rome III-criteria opgesteld. Dit is een door een internationaal team van specialisten samengestelde lijst van criteria waaraan patiënten moeten voldoen om de diagnose te rechtvaardigen:
- Er bestaan gedurende langere tijd (enkele maanden) klachten van buikpijn, gecombineerd met een veranderde stoelgang.
- De diarreevorm, de obstipatievorm en de mengvorm kunnen worden gebaseerd op een eenvoudige classificatie die uitgaat van hoe de ontlasting eruitziet.

Bijkomende symptomen kunnen zijn:
- Abnormale stoelgang of ontlasting. Dit kan zijn: abnormale frequentie (meer dan 3 maal per dag of minder dan 3 maal per week), abnormale ontlasting (extra hard, losgebonden of waterig) of abnormale ontlastingspassage (persen bij de ontlasting, voortdurende sterke aandrang, gevoel van onvolledige lediging)
- Slijm in de ontlasting
- Opgeblazen gevoel of opgezette buik.

Uitsluiting van andere aandoeningen:
In de Rome III-criteria werd een tabel van alarmerende indicaties opgesteld die eerder wijzen op een onderliggende organische oorzaak waarvoor verder onderzoek absoluut noodzakelijk is:
- Bloed in de ontlasting of een aanwijzing van bloedarmoede
- Gewichtsverlies
- Koorts
- Fysieke afwijkingen.

Verder onderzoek om andere ziekten uit te sluiten kan bijvoorbeeld gebeuren met:
- gastroscopie of colonoscopie
- CT-scan
- bloedonderzoek
- faecesonderzoek.

Lang niet altijd zullen alle bovenstaande onderzoeken nodig zijn. Volgens de Nederlandse huisartsenstandaard is bij een diagnose zonder andere verdenkingen nader onderzoek overbodig.

## Oorzaken
De oorzaken van PDS zijn gedeeltelijke nog steeds onduidelijk. In de darm zijn meestal geen zichtbare afwijkingen te vinden. Dit maakt de diagnose en behandeling moeilijk. De aandoening wordt nogal eens als functioneel bestempeld als er geen specifieke oorzaak gevonden wordt.
De Universiteit van Leuven publiceerde in 2021 een artikel in Nature dat het mechanisme blootlegde. Bij veel PDS-patiënten ontwikkelden de klachten zich na een voedselvergiftiging of andere impact op de darmen (zoals antibiotica). In het onderzoek werden eerst bacteriën in de darmen van muizen ingebracht en later ovalbumine. Er kwam hierbij een lokale immuunreactie van de mestcellen op gang (histamine aanmaak/afgifte).
Hierdoor besloten de onderzoekers bepaalde provocerende voedingsstoffen (zoals gluten, soja, koemelk) in de darm van PDS-patiënten te injecteren. Zij kwamen erachter dat er een plaatselijke activering van mestcellen plaatsvond in de darm en daarmee dus ook een toename van histamine. Dit is een stap in de richting van de uitleg van voedselintoleranties versus voedselallergie. De intoleranties lijken vooral te komen, doordat op lokaal niveau in de darm mestcellen worden geactiveerd door bepaalde voeding, terwijl een voedselallergie een "veralgemeende aandoening van ernstige mestcel-activatie met een impact op grotere schaal zoals de ademhaling, de bloeddruk, enzovoort is."
Momenteel doet de Universiteit van Leuven verder klinisch onderzoek naar het gebruik van antihistaminica in behandeling van PDS.
Factoren die mogelijk tot PDS-klachten leiden zijn:
- Doorgemaakte darminfecties
- Trauma, fysiek en/of psychisch
- Grote chirurgische ingrepen in het buikgebied
- Bewegingsstoornissen in het maag-darmkanaal
- Voedingsfactoren
- Verlaagde pijndrempel in het maag-darmkanaal
- Ontstekingscellen in de darmen
- Parasieten
- Voedselvergiftiging
- Langdurige gebruik van antibiotica
- Er bestaat ook een subtype van het prikkelbaredarmsyndroom (PDS), waarbij voedselintolerantie voorop staat. Bij deze mensen wordt een grote hoeveelheid mestcellen in het duodenum gemeten. Met name bij patiënten met snelle klachten na het eten, kan het gaan om deze "mastocytaire enterocolitis"[4].

Het kan nuttig zijn de biologische factoren, psychologische factoren en leefgewoontefactoren na te gaan. Die kunnen van invloed zijn op de PDS-klachten.
- Gebrek aan oplosbare vezels in de voeding
- Psychosociale factoren zoals stress, angst of het niet luisteren naar de biologische klok. In de darm is serotonine verantwoordelijk voor de signaaloverdracht naar de cellen die betrokken zijn bij de darmmotiliteit. Dezelfde stof speelt een belangrijke rol in het ontstaan van stemmings- en angststoornissen. Bij PDS-patiënten is sprake van een veel hoger percentage depressie en overmatige angstbeleving dan in de rest van de bevolking.[5]
- Gastro-intestinale infectie. Soms kunnen de klachten beginnen na een doorgemaakte gastro-intestinale infectie, zoals een salmonella-infectie. Door het reizen naar andere landen lopen (jonge) mensen sneller darminfecties op, die ter plaatse vaak met antibiotica worden behandeld. Terug in het thuisland blijven de darmklachten vaak aanhouden, vooral bij mensen die stressvolle banen hebben en/of een zeer druk leven leiden. Na verloop van tijd wordt vaak de diagnose PDS gesteld.
- Voedselallergie en voedselintolerantie. Sommige deskundigen gaan ervan uit dat voedselintolerantie een rol speelt. Voorbeelden hiervan zijn gluten-intolerantie en lactose-intolerantie.

## Behandeling
Voor PDS is nog geen afdoende behandeling gevonden. De behandeling zoekt men meestal in voeding en leefregels.

### Medicijnen
Medicijnen die de darmperistaltiek afzwakken (spasmolytica), zoals mebeverine, hebben volgens de wetenschappelijke literatuur weinig zin bij PDS. In diverse studies is geen bewijs voor de effectiviteit van deze medicijnen gevonden. Niettemin worden deze regelmatig voorgeschreven.
Dat soms deze middelen wel helpen kan toe te schrijven zijn aan het placebo-effect, dat bij de behandeling van PDS een rol kan spelen. 30 tot 80 procent van de deelnemers aan korte klinische studies zagen hun symptomen verminderen als reactie op een nepgeneesmiddel. MRI-scans van de hersenen bevestigen de krachtige werking van placebo’s bij dit syndroom.
Ook oplosbare vezels, maagzuurremmers (in 21% van de gevallen voorgeschreven), pijnstillers (19%), antidiarreemiddelen (antidiarrhoica), laxeermiddelen en antidepressiva (serotoninemodulatoren) worden bij PDS door artsen voorgeschreven.

### Voeding en voedingssupplementen
Omdat het prikkelbaredarmsyndroom een aandoening van de spijsvertering lijkt te zijn ligt het voor de hand een behandelmethode in de voeding te zoeken. Daarnaast kunnen mogelijk enkele voedingssupplementen effectief zijn.
- FODMAP-dieet. Het FODMAP-dieet is een tijdelijk eliminatiedieet van een aantal 'FODMAP's' waarna gekeken wordt of de klachten verminderen. FODMAP is een afkorting en staat voor: fermenteerbare oligosachariden, disachariden, monosachariden en poly-olen.[10] Dit zijn kort-keten koolhydraten die in sommige gevallen moeilijk verteerbaar zijn en in de darmen klachten kunnen geven. Een diëtist die hier ervaring mee heeft kan helpen bij het uitvoeren van dit dieet. De universiteit van Melbourne, MONASH, doet veel onderzoek naar de resultaten van dit dieet en heeft duidelijke bronnen en een app ontwikkeld omtrent de FODMAPs. Het blijkt dat ruim 60% van de patiënten baat heeft bij het dieet[11].
- Voedsel dat vaak vermeden wordt bij PDS: Er blijkt dat niet alleen FODMAP bevattende producten klachten van PDS kunnen veroorzaken. Daarom spreekt men ook over "Eliminatie dieet bij PDS". Naast de bekende gasvormende producten als kool, peulvruchten, ui en koolzuur, vermijdt de PDS-patiënt ook vaak vet, melkproducten, koffie en suiker, omdat uit ervaring blijkt dat deze de klachten kunnen verergeren.[12] Uit eerder onderzoek[13] bleek al dat het vermijden van lactose-bevattende voedingsmiddelen en citrusvruchten de klachten gunstig kan beïnvloeden.
- Oplosbare vezels. Patiënten zouden volgens een onderzoek uit 2009 baat hebben bij de toevoeging van oplosbare voedingsvezels aan de voeding.[14] De oplosbare vezels in groente en fruit kunnen de buikpijn bij PDS verminderen. Oplosbare vezels worden door de darmflora afgebroken. De stoffen die daarbij vrijkomen, zoals korte-keten vetzuren, zouden de normalisering van de darmfunctie ten goede kunnen komen. Als voedingssupplement zijn oplosbare vezels verkrijgbaar in de vorm van psylliumvezels (Plantago afra, een weegbreesoort). 
Onoplosbare vezels, zoals die in tarwezemelen (volkorenbrood), hebben bij veel patiënten met PDS juist een averechts effect op de darmklachten. Ze trekken als een spons water aan en worden niet verteerd. Ze kunnen de darm prikkelen, wat de verergering van de symptomen kan verklaren.[14] Voedingsvezelproducten (bulkvormers) worden in 60% van de gevallen voorgeschreven.[9]
- Probiotica. Ook probiotica worden genoemd als verlichtend middel. Hier wordt nog meer onderzoek naar gedaan.[15][16][17][18]
- Pepermuntolie. Pepermuntolie bevat naast sterke antimicrobiële eigenschappen als voornaamste actief bestanddeel menthol, een stof met een krampwerende werking. Van alle middelen blijken volgens wetenschappelijk onderzoek capsules met pepermuntolie het beste middel tegen het prikkelbaredarmsyndroom. Het zou werken bij een op de twee tot drie mensen. Voor de beste resultaten dienen de capsules voorzien te zijn van een enterische coating.[19][20]

### Psychologische therapieën
Hypnotherapie is al in de jaren tachtig van de vorige eeuw onderzocht als een behandelingsoptie voor PDS. Uit meerdere wetenschappelijke studies, die sindsdien zijn verschenen blijkt dat tussen de 75% en 80% van de patiënten er baat bij heeft. In Nederland worden patiënten anno 2023 regelmatig doorverwezen naar hypnotherapeuten die kennis van PDS hebben en ervaren zijn in het behandelen van mensen met PDS. Hypnotherapie is ook in medische richtlijnen (onder psychologische behandelingen) opgenomen als een effectieve behandeling voor PDS.  

### Andere therapieën
Van acupunctuur en reflexologie is wetenschappelijk niet bewezen dat ze effectief zijn bij het prikkelbaredarmsyndroom. 
Chinese kruiden. In één dubbelblinde placebogecontroleerde studie bleek een op de persoon aangepast kruidenmengsel van Chinese kruiden effectiever dan een standaard kruidenmengsel of een placebo.